# Степанов, Михаил Степанович (композитор)
Михаи́л Степа́нович Степа́нов (27 августа 1923, деревня Мари-Кужеры, Моркинский район, Республика Марий Эл — 23 ноября 1996, Йошкар-Ола) — советский и российский марийский самодеятельный композитор, заслуженный работник культуры Марийской АССР (1983).

## Биография
После окончания Моркинской средней школы в 1941 году поступил в Поволжский лесотехнический институт им. М. Горького в Йошкар-Оле.
Участник Великой Отечественной войны. В ряды Красной Армии был призван в мае 1942 года. Воевал на Волховском фронте в звании рядового, участвовал в прорыве блокады Ленинграда. В июле 1943 года в ходе разведывательного боя был тяжело ранен, в результате ранения полностью потерял зрение.
В 1945 году поступил в Курскую музыкальную школу для воинов, потерявших зрение на войне. После окончания музыкальной школы в 1949 году начал работать концертмейстером в Моркинском колхозном театре. С этого времени началась его композиторская деятельность. Первые сочинения Степанова — «Мари-Кужерская плясовая», «Юбилейная».
С 1950 года работал музыкальным руководителем в Аринском детском доме, с 1954 года — в Моркинском Доме культуры. Работал баянистом Марийского государственного театра.
В 1957 году окончил Курское музыкальное училище по классу баяна и начал преподавать в Моркинской музыкальной школе. С этого времени начался наиболее продуктивный период его творческой деятельности. Многие из его песен вошли в песенные сборники.
Автор многочисленных песен, маршев, вальсов. Песня «Морко мланде» является музыкальной заставкой моркинского радио.
Судьба Михаила Степанова вдохновила Миклая Рыбакова на создание драмы «Морко сем» (Моркинские напевы).
Скончался 23 ноября 1996 года в Йошкар-Оле.

## Творчество

### Авторские сборники
- Пиал шинчан ӱдыр (Девушка со счастливыми глазами). Йошкар-Ола, 2003. 39 с.

### Песни
- Йошкар-Ола нерген муро (Песня о Йошкар-Оле). Сл. А. Букетова // Олаэм (Город мой). Все песни о Йошкар-Оле. Сост. О. Герасимов. Йошкар-Ола, 2004. С. 112.
- Колынам, пӧртылнет (Хочешь вернуться). Сл. С. Николаева // Муро лийже весела (Лейся, песня, веселей). Йошкар-Ола, 1968. С. 18—20.
- Кугу пайрем (Большой праздник). Сл. А. Букетова // Марий коммуна. 1984. 4 март.
- Кумда эл (Раздольный край). Сл. А. Юзыкайна // Ме мурена (Мы поём): Песни для детей. Йошкар-Ола, 1978. С. 13—14.
- Ландыш ден сирень (Ландыш и сирень). Сл. 3. Краснова // Йонгалт, муро! (Звени, песня!): Для коллективов художественной самодеятельности. Йошкар-Ола, 1973. С. 137—138.
- Марий эл (Марийский край). Сл. В. Крылова // Марий коммуна. 1983. 24 авг.
- Марий Эл нерген муро (Песня о Марий Эл). Сл. В. Крылова // Марий Элем (Песни Марий Эл). Йошкар-Ола, 2005. С. 203—205.
- Марий ӱдыр (Марийская девушка). Сл. Н. Байдукова // Марий коммуна. 1966. 15 май.
- Механизатор марш (Марш механизатора). Сл. С. Николаева // Йоҥгалт, муро! (Звени, песня!). Йошкар-Ола, 1973. С. 44—45.
- Ошкыл, пионер (Шагай, пионер). Сл. М. Михайлова // Муралтена веселан (Споем веселей): Сборник песен для детей. Йошкар-Ола, 1962.
- Ойырлымо вальс (Вальс расставания). Сл. 3. Краснова // Йоҥгалт, муро! (Звени, песня!): Для коллективов художественной самодеятельности. Йошкар-Ола, 1973. С. 162—165.
- Пиалнажым аралет (Охраняешь счастье). Сл. М. Степанова // Марий коммуна. 1952. 3 февр.; // Муралтена веселан (Споем веселей). Йошкар-Ола, 1956. С. 19—20.
- Пиалан лийнет гын (Если хочешь быть счастливым). Сл. 3. Краснова // Йоҥгалт, муро! (Звени, песня!). Для коллективов художественной самодеятельности. Йошкар-Ола, 1973. С. 91—100.
- Пиал шинчан ӱдыр (Девушка со счастливыми глазами). Сл. С. Николаева // У сем (Новые мелодии). Йошкар-Ола, 1967. С. 109—113; // Муро аршаш (Гроздья песен). Йошкар-Ола, 1980. С. 161—162.
- Рвезе кечыйол (Первый луч солнца). Сл. И. Осмина // Йоҥгалт, муро! (Звени, песня!). Йошкар-Ола, 1973. С. 112—114.
- Сар ваштареш (Против войны). Сл. М. Майна // Сирень пеледеш (Сирень цветет). Йошкар-Ола, 1957. С. 39—40.
- Спутник, чоҥештал (Лети, спутник). Сл. М. Михайлова // Муралтена веселан (Споем веселей): Сборник песен для детей. Йошкар-Ола, 1962.
- Телефон. Сл. 3. Краснова // Йоҥгалт, муро! (Звени, песня!): Для коллективов художественной самодеятельности. Йошкар-Ола, 1973 С 160—161.
- Ӱдыр мыйым огеш пале (Мы не знакомы). Сл. М. Якимова // Сирень пеледеш (Сирень цветёт). Йошкар-Ола, 1957. С. 41.
- Ужаргале сад (Зазеленел сад). Сл. А. Букетова // Муро аршаш (Гроздья песен). Йошкар-Ола, 1961. С. 45—47.
- Ӱжара деч торла ӱжара (От зари до зари). Сл. 3. Краснова // Йонгалт, муро! (Звени, песня!): Для коллективов художественной самодеятельности. Йошкар-Ола, 1973. С. 131—132.
- У ий вальс (Новогодний вальс). Сл. В. Крылова// Марий коммуна. 1980. 30 дек.
- Школ нерген муро (Песня о школе). Сл. А. Букетова // Марий коммуна. 1962. 24 янв.; // Ямде лий! 1968. 6 сент.; // Ме мурена (Мы поем): Песни для детей. Йошкар-Ола, 1978. С. 28—30.
- Элнет серышкет (На берег Илети). Сл. народные // Сирень пеледеш (Сирень цветет). Йошкар-Ола, 1957. С. 37—38.
- Эркын веле тольо (Медленно вошла). Сл. С. Николаева // Тали-дали гармонет (Развеселая гармонь): Репертуарный сборник. Йошкар-Ола, 1984. С. 89—91.

### Переложения для баяна и гуслей
- Колхозный вальс // Марий калыкын куштымо семже-влак (Обработки марийских народных мелодий): Сборник пьес для баяна. Йошкар-Ола, 1957.
- Юбилей муро (Юбилейная). Обработка А. Р. Сидушкиной // Кӱсле (Гусли) А. Сидушкиной, Л. Скулкиной. Йошкар-Ола, 1967. С. 75—76.

## Награды, почётные звания
- Орден Красного Знамени (1943)[1].
- Заслуженный работник культуры МАССР (1983).